# Jezioro Dobczyckie
Jezioro Dobczyckie (Zbiornik Dobczycki) – zbiornik zaporowy (zbiornik retencyjny) położony w województwie małopolskim pomiędzy Myślenicami a Dobczycami, utworzony w 1986 roku poprzez spiętrzenie wód Raby zaporą, która ma 30 m wysokości i 617 m długości.
Zbiornik ma powierzchnię maksymalną  10,65 km² (przy powierzchni minimalnej 3,35 km² i nominalnej 9,5 km²)  i pojemność całkowitą 127 mln m³. Pojemność wyrównawcza zbiornika to 84,7 mln m³, pojemność martwa to 14,5 mln m³. 
Decyzja o budowie zapadła w 1970 roku. Jego wypełnienie zostało poprzedzone wycięciem lasów (70 ha), przeniesieniem miejscowości, dróg, cmentarza, szkół, zakładów. Zapora rozwiązała problem powodzi spowodowanych wylewami rzeki Raby.
Jezioro Dobczyckie dostarcza wodę pitną między innymi do pobliskiego (około 20 km) Krakowa (około 55% zapotrzebowania). Woda pobierana jest przez 6 pomp diagonalnych, znajdujących się w żelbetowej wieży o wysokości 40 m, wybudowanej w pobliżu Brzączowic. Pobór gwarantowany wynosi 3,5 m³/sek. 
Poniżej zbiornika funkcjonuje elektrownia wodna o mocy 2,5 MW. Znajdują się w niej dwie turbiny Kaplana oraz dwa generatory. Średnia roczna produkcja elektrowni wynosi 9,6 GWh. Kształt zbiornika jest zbieżny z dawną, zalaną doliną Raby.
Przepływ wody przez zaporę może odbywać się następującymi drogami: przez zespół elektrowni, przez spusty u podstawy zapory a także przez zamknięcia segmentowe na koronie zapory. Dostęp do jeziora ze względów sanitarnych (pobór wody pitnej) jest zablokowany.
Do Jeziora Dobczyckiego uchodzą następujące cieki wodne (dawne dopływy Raby, stąd rozróżnienie na prawostronne i lewostronne):
- Prawostronne: Trzemeśnianka, Bulinka, Ratanica, Brzezówka
- Lewostronne: San, Wolnica, Dębnik[5] Raba zasila w przeszło 95% Jezioro Dobczyckie.

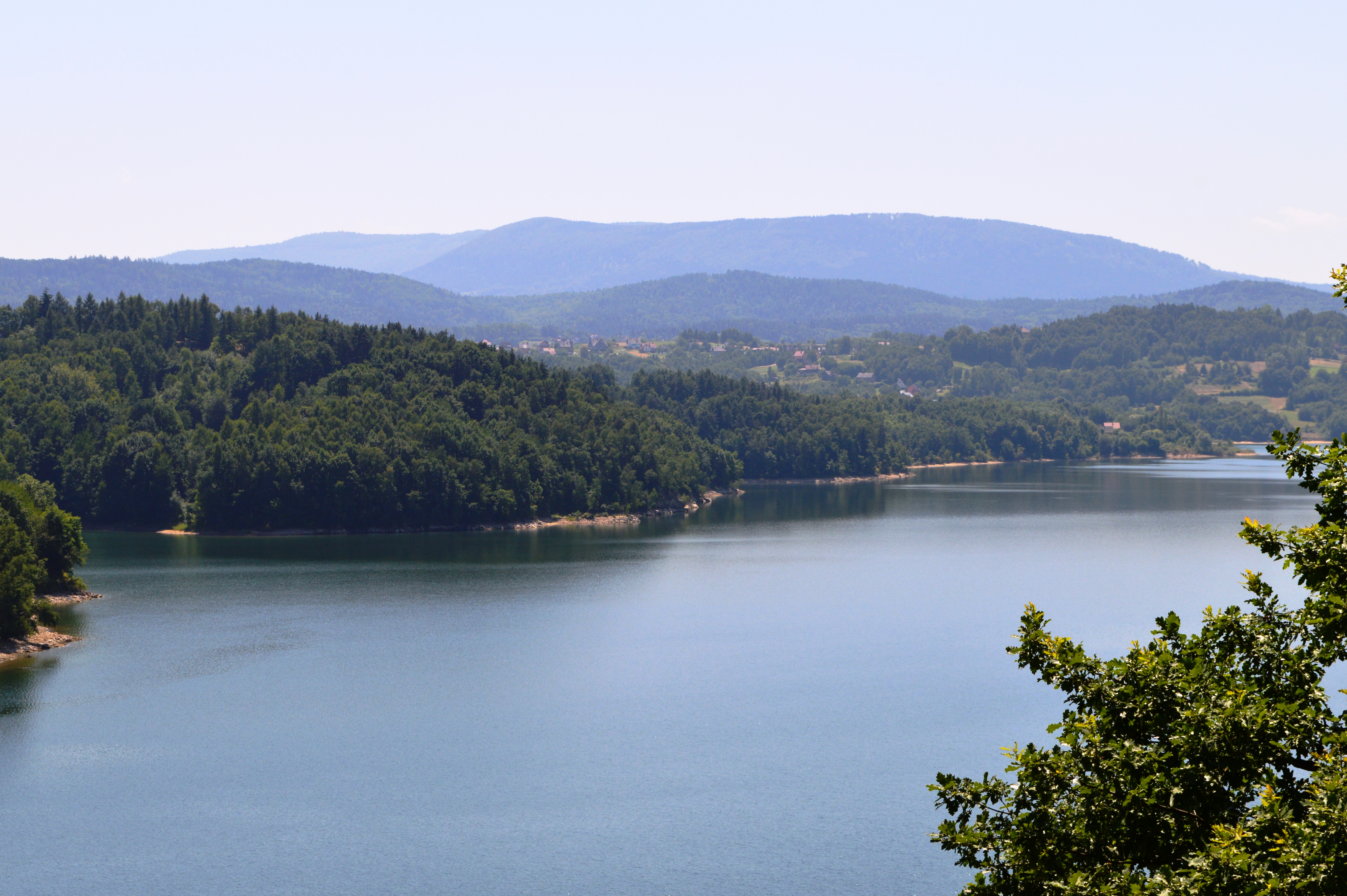

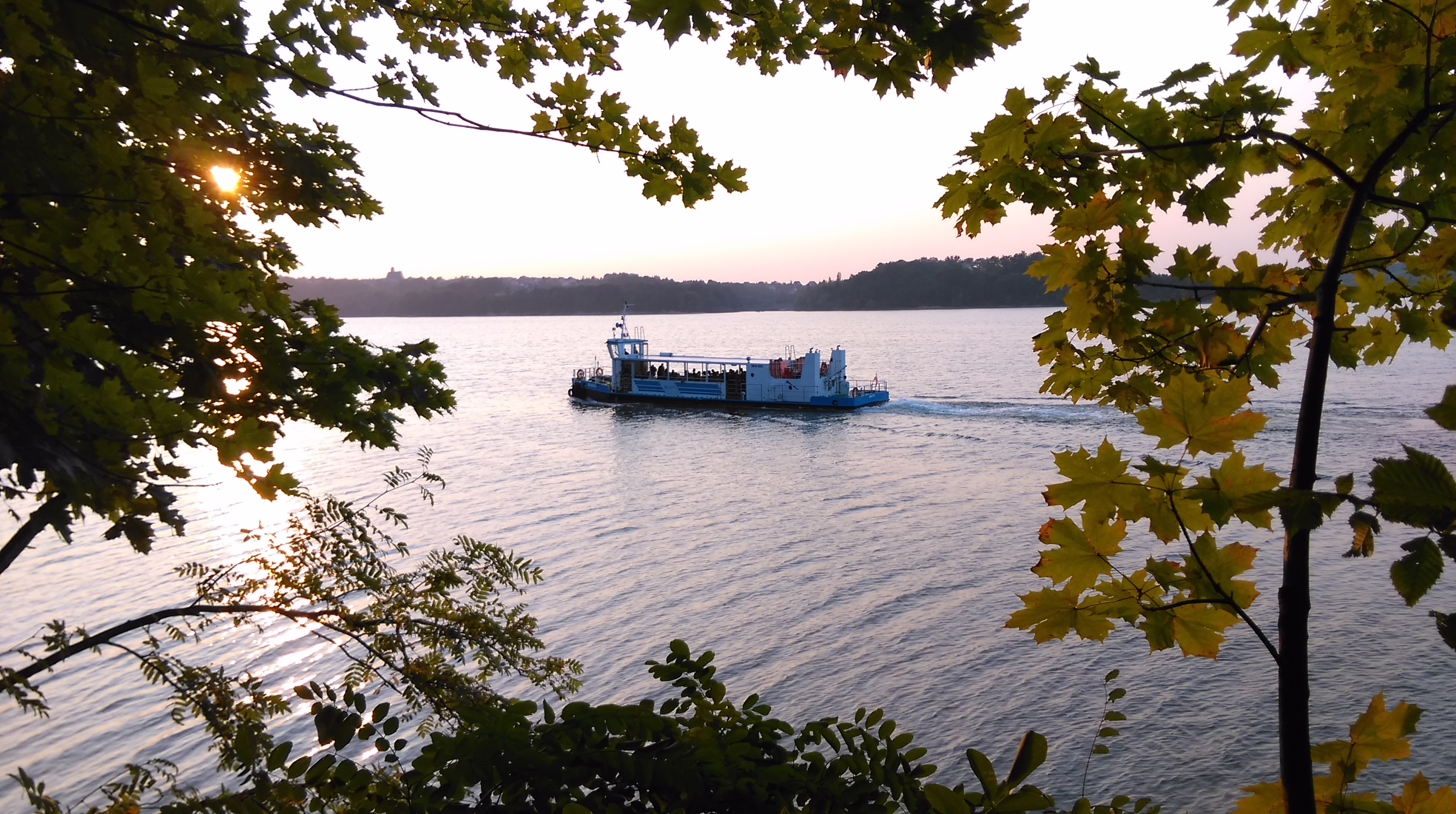

Nad jeziorem znajdują się miejscowości: Dobczyce, Kornatka, Brzezowa, Droginia, Osieczany, Borzęta, Brzączowice, Zakliczyn, Czechówka, Stojowice.

## Przyroda
Sztuczne jezioro stworzyło dogodne warunki dla ptactwa wodnego (czapla siwa, mewa śmieszka, mewa pospolita, łabędź niemy).